# Werbkowice (gemeente)
De gemeente Werbkowice is een landgemeente in het Poolse woiwodschap Lublin, in powiat Hrubieszowski.
De zetel van de gemeente is in Werbkowice.
Op 30 juni 2004 telde de gemeente 10 200 inwoners.

## Oppervlakte gegevens
In 2002 bedroeg de totale oppervlakte van gemeente Werbkowice 188,26 km², waarvan:
- agrarisch gebied: 83%
- bossen: 7%

De gemeente beslaat 14,83% van de totale oppervlakte van de powiat.

## Demografie
Stand op 30 juni 2004:
| Omschrijving                   | Totaal | Totaal | Vrouwen | Vrouwen | Mannen | Mannen |
| ------------------------------ | ------ | ------ | ------- | ------- | ------ | ------ |
| eenheid                        | aantal | %      | aantal  | %       | aantal | %      |
| inwoners                       | 10 731 | 100    | 5436    | 50,66   | 5295   | 49,34  |
| bevolkingsdichtheid (inw./km²) | 54,2   | 54,2   | 27,2    | 27,2    | 27     | 27     |

In 2002 bedroeg het gemiddelde inkomen per inwoner 1223,6 zł.

## Administratieve plaatsen (sołectwo)
Adelina, Alojzów, Dobromierzyce, Gozdów, Honiatycze, Honiatycze-Kolonia, Honiatyczki, Hostynne, Hostynne-Kolonia, Konopne, Kotorów, Łotów, Łysa Góra, Malice, Peresołowice, Podhorce, Sahryń, Sahryń-Kolonia, Strzyżowiec, Terebiniec, Terebiń, Terebiń-Kolonia, Turkowice, Werbkowice, Wilków, Wilków-Kolonia, Wronowice, Zagajnik.

## Overige plaatsen
Adamówka, Bormańce, Brzezina, Darmocha, Dobromierzyce-Kolonia, Dąbrówka, Górny Śląsk, Haczyska, Kamień, Karczunek, Kolonia Gozdów, Kolonia Malice, Konopnisko, Kożuchy, Krynki, Leszczyna, Mogiła, Paprzyca, Pasieka, Podhorce-Kolonia, Podlasie, Pułanki, Teofilówka, Wygon, Wypalanka, Zady, Zagrobla.

## Aangrenzende gemeenten
Hrubieszów, Miączyn, Mircze, Trzeszczany, Tyszowce